# Celesta Geyer
Celesta Geyer, nacida Celesta Herrmann (Cincinnati, Ohio, 18 de julio de 1901-19 de febrero de 1982) fue una de las más famosas mujeres gordas circenses bajo el nombre artístico de Dolly Dimples (también Bonnie Sonora y Jolly Dolly Geyer).

## Primeros años
Nació en el seno de una numerosa familia obrera estadounidense de origen alemán donde el exceso de comida era cotidiano. Seis veces al día, la familia se sentaba a disfrutar de comidas abundantes o sustanciosos bocadillos. La joven Celesta ya mostraba gran apetito con seis años y prefería jugar con caramelos más que con juguetes. Sus padres consolaban a Dolly cuando regresaba dolida por las burlas de sus compañeros de clase, con su comida favorita. Cuando dejó el colegio a los doce años (tanto para huir de ese acoso como para empezar a contribuir financieramente en los gastos familiares) pesaba casi 300 libras (136 kilos). A los veinte, pesaba casi 400 libras (180 kilos).  
A pesar del énfasis puesto en la alimentación en la familia, Celesta parece haber sido la única que desarrolló un problema de grave sobrepeso. A pesar de su obesidad, Celesta era una mujer muy hermosa y tuvo numerosos pretendientes. Trabajó en fábricas, vendió cosméticos y trabajó como manicura antes de casarse con Frank Geyer, un hombre de peso normal. Según todos los testimonios, Frank y Celesta tuvieron un matrimonio feliz de más de 40 años, pero sin hijos. A finales de los años 1920 su marido perdió su trabajo en la Ford Motor Company. Como la Gran Depresión redujo sus perspectivas de trabajo incluso más, la necesidad financiera resultó en que Celesta y Frank se unieron a un circo ambulante invitados por una señora gorda profesional que le dijo a Celesta que ya que las personas se reían de ella, haría bien en hacerles pagar por el privilegio. Celesta adoptó el nombre artístico de «Dolly Dimples».

## Carrera en el circo
Dolly Dimples era anunciada como «La Señora Gorda más Bella del Mundo». También era buena cantante e imitaba a celebridades del momento, como Kate Smith; el acto de Dolly se convirtió en uno de los más populares del circuito de ferias y carnaval. Su marido también trabajaba en el espectáculo como ayudante en ruta y como gerente de Dolly. A finales de los años 1930 trabajaban para el Ringling Brothers, la cumbre de los circos ambulantes. Por entonces, Dolly consumía aproximadamente 10 000 calorías diarias, tanto como cinco mujeres promedio. A los cuarenta años pesaba 266 kg midiendo 1,50 m.
Su dieta diaria constaba típicamente de dos kilos de carne, varios kilos de patatas, cuatro hogazas de pan, tres litros de leche, y casi dos kilos de azúcar principalmente consumido en forma de bollería y pasteles.
Dolly y Frank estuvieron de gira veinte años, pasando la temporada baja en una casa que finalmente compraron en Florida. La casa era un paraíso para el descanso de Dolly, lejos de las multitudes y con confortable mobiliario a su medida y baño también adaptado. Durante los meses de invierno, ganaba dinero realizando lecturas psíquicas desde casa. Su peso finalmente le empezó a causar problemas de movilidad y dolor en la cuarentena, haciendo que viajar con el circo se hiciera más difícil.

## Drástica pérdida de 199 kilos
Después de sobrevivir a un ataque al corazón casi fatal en 1950, Dolly siguió una estricta dieta de 800 calorías por día y en poco más de un año redujo su peso a tan solo sesenta kilos, manteniendo la pérdida por el resto de su vida. Recuperó su salud y se convirtió en una fuerte defensora de la dieta y el ejercicio. La espectacular pérdida de peso de Dolly fue reconocida en el Libro Guinness de los récords. 
Su autobiografía, Diet or Die; The Dolly Dimples Weight Reducing Plan, fue publicada en 1968 por F. Fell.
En sus últimos años, Dolly regentó una pequeña galería de arte. Frank murió a finales de los años 1960, y Dolly/Celesta murió en 1982.